# Bitwa o Niesky
Bitwa o Niesky – bitwa stoczona w dniach 17–18 kwietnia 1945 roku o miejscowość Niska, podczas II wojny światowej, jedna z bitew operacji łużyckiej w ramach operacji berlińskiej.

## Tło sytuacyjne
Zgodnie z dyrektywą dowódcy 1 Frontu Ukraińskiego marszałka Iwana Koniewa z 8 kwietnia 1945 roku, 2 Armia Wojska Polskiego miała przełamać obronę niemiecką na odcinku Rothenburg – folwark Wysokie i nacierać na Niska – Budziszyn – Drezno. 
Przed frontem 2 Armii broniły się dwie dywizje niemieckie: Dywizja Grenadierów Pancernych „Brandenburg” i 615 Dywizja Specjalna. W pierwszym rzucie ok. 19 tys. żołnierzy, w drugim ok. 21 tys.

## Przebieg bitwy
Rano 16 kwietnia, po przygotowaniu artyleryjskim, 2 Armia WP rozpoczęła forsowanie Nysy Łużyckiej. Dowódca armii na głównym kierunku natarcia postawił 8 i 9 Dywizję Piechoty. Forsowanie rzeki przebiegło pomyślnie i pierwszorzutowe dywizje prowadziły walki na pierwszej linii obrony przeciwnika. W pierwszym dniu operacji oddziały polskie  włamały się w ugrupowanie obronne na 6–7 kilometrów.
17 kwietnia 1945 roku kontynuowano natarcie. Główne zgrupowanie uderzeniowe 2 Armii przełamało trzeci pas obrony niemieckiej rozbudowany wzdłuż zachodniego brzegu rzeki Weisser Schöps i podeszło pod Niska. Wieczorem 4 i 2 Brygada Pancerna z 1 Korpusu Pancernego oraz 32 pułk piechoty 8 DP i 28 pułk piechoty 9 DP podjęły nieudaną próbę zdobycia miasta od czoła. Kolejne próby też nie przyniosły sukcesu. Były duże straty. Dowódca dywizji nakazał przejście do obrony na południowo-wschodnim skraju miasta. 
18 kwietnia wznowiono natarcie. 4 Brygada Pancerna z 24 pułkiem artylerii pancernej napotkały opór od strony północnej miasta. Nie uderzały one czołowo lecz obeszły miasto od północy i przeszły do natarcia w kierunku na Trebus. 32 pp wzmocniony 53 pułkiem artylerii przeciwpancernej, 1 dywizjonem 37 pal i kompanią saperów przy współdziałaniu z pododdziałami 28 pp po kilku godzinach walk okrążył miasto. 26 i 30 pułk piechoty, wychodząc  na zachód, odcięły obrońców od tyłów. Okrążony garnizon nie skapitulował. Razem z wojskiem walczyli cywile. Walki w mieście zakończyły się ok. 18:00. W dalszych walkach 8 i 9 DP przełamały obronę niemiecką nad rzeką Schwarzer Schöps. 
19 kwietnia 2 Armia Wojska Polskiego zakończyła pierwszy etap operacji łużyckiej.
Po stronie polskiej było ok. 400 żołnierzy zabitych i rannych.

## Pamięć
Walki żołnierzy polskich o Niska zostały upamiętnione na Grobie Nieznanego Żołnierza w Warszawie, napisem na jednej z tablic po 1945 r. „NIESKY 12 IV 1945”.